# 윤연경 (1949년)
윤연경(尹妍景, 1949년 4월 13일 ~ )은 대한민국의 배우이다.

## 출연작

### 영화
- 나녀
- 내 모든 것을 빼앗겨도
- 비련의 벙어리 삼룡
- 스무살까지만 살고 싶어요
- 집을 나온 여인
- 이 한몸 돌이 되어
- 다정다한

## 수상
- 1973년 제12회 대종상 영화제 - 여우주연상 (비련의 벙어리 삼룡)